# 亞倫·桑達士
亞倫·桑達士（英語： CMG OBE；1886年—1964年），英國陸軍少校，大英帝國警務人員，1937年11月至1943年8月期間擔任巴勒斯坦託管地警務總監。

## 生平
亞倫·桑達士於1886年出生於英國，於1908年加入英屬印度警隊，1914年第一次世界大戰爆發後加入英國陸軍，在法國及法蘭德斯服役期間晉升為少校軍銜，1919年赴英國軍事管制下的巴勒斯坦地區（以色列地）從事警務工作。1920年，巴勒斯坦託管地政府成立，桑達士獲委任為耶路撒冷警察總長，後調往納布盧斯（示劍）。1928年11月，桑達士被調回耶路撒冷擔任副警務總監。
1929年阿拉伯人暴動中，桑達士常在急需平息暴亂時猶豫不決，為此倍受批評。1929年8月23日暴亂開始時，阿拉伯暴徒攜帶棍棒刀具湧向耶路撒冷，企圖襲擊猶太人。阿拉伯領導人阿明·侯賽尼欺騙桑達士稱「阿拉伯人攜帶武器是為了在受猶太人攻擊時得以自衛」。桑達士遂不准警員沒收暴徒所持武器，亦不准警員在耶路撒冷舊城持有武器。最終暴亂升級，數十名猶太人遭阿拉伯暴徒殺害。
1935年12月，桑達士獲委任為尼日利亞警務總監。
1937年11月，巴勒斯坦託管地警務總監羅伊·斯派塞遭阿拉伯暴徒企圖刺殺，桑達士被召回署理警務總監。當時正值阿拉伯人大暴動，暴徒不僅襲擊猶太社群，還發起叛亂企圖顛覆託管地政權。桑達士猶豫不決的性格仍舊未改，對事態之平息毫無幫助。
1943年底，桑達士卸任警務總監，並於1944年獲委任為駐希臘英軍總部首席警務顧問。
桑達士於1964年3月26日去世。